# ماتياس فالك
ماتياس فالك (بالسويدية: Mattias Falck)‏ هو لاعب تنس الطاولة سويدي، ولد في 7 سبتمبر 1991 في كارلسكرونا في السويد.

## وصلات خارجية
- ماتياس فالك على موقع منظمة تنس الطاولة العالمي (الإنجليزية)
- ماتياس فالك على موقع اللجنة الأولمبية الدولية (الإنجليزية)
- ماتياس فالك على موقع أوليمبيديا (الإنجليزية)
- ماتياس فالك على موقع اللجنة الأولمبية السويدية (السويدية)